# 1860 dans les chemins de fer
chronologie des chemins de fer
1859 dans les chemins de fer - 1860 - 1861 dans les chemins de fer

## Évènements
- Ligne de chemin de fer Vienne-Linz-Salzbourg.
- Loi sur les chemins de fer aux Pays-Bas, confiant la construction des infrastructures à l’est au secteur privé.
- Ouverture de la ligne de chemin de fer reliant Neuchâtel à Pontarlier en passant par le Val-de-Travers.

### Avril
- 22 avril, Brésil : inauguration de la ligne Porto do Caixas-Cacheiora de Macacu (E.F. Catagallo)

### Mai
- 1er mai, Espagne : inauguration de la section Manresa-Lérida du chemin de fer de Barcelone à Saragosse. (compañia del ferrocarril de Zaragoza a Barcelona)

### Juin
- 10 juin, Espagne : inauguration de la section Pampelune-Caparroso du chemin de fer de Pampelune à Saragosse (compañia del ferrocarril de Zaragoza a Pamplona)

### Août
- 1er aout, Espagne : inauguration de la section Valladolid-Venta de Baños du chemin de fer de Madrid à Irun et de la ligne de Venta de Baños à Alar del Rey (Compañia de los Caminos de Hierros del Norte)
- 1er et 31 août, France : déclaration d'utilité publique de la Ligne de Grenoble à Montmélian.

### Octobre
- 3 octobre, France : déclaration d'utilité publique d'une ligne de chemin de fer entre Caen et Flers (ligne Caen - Cerisy-Belle-Étoile)[1]

## Naissances
- x

## Décès
- x

## Statistiques
- France continentale : 9 549 km de voies ferrées, chemins de fer d'intérêt général et local, chemins de fer industriels et tramways, sont en exploitation[2].